# Siphonaria compressa
Siphonaria compressa é uma espécie de gastrópode  da família Siphonariidae.
É endémica da África do Sul.